# فرودگاه خورخه انریکه گونزالس تورس
فرودگاه خورخه انریکه گونزالس تورس (به انگلیسی: Jorge Enrique González Torres Airport) (به زبان بومی: Aeropuerto Jorge Enrique González Torres) یک فرودگاه همگانی بهره‌برداری هوایی با کد یاتا SJE است که یک باند فرود آسفالت دارد و طول باند آن ۱٬۵۰۰ متر است. این فرودگاه در کشور کلمبیا قرار دارد و در ارتفاع ۱۸۴٫۴ متری از سطح دریا واقع شده‌است.

## شرکت‌های هواپیمایی و مقصدهای پروازی
| شرکت‌های هواپیمایی | مقصدهای پروازی |
| ----------------- | -------------- |
| ساتنا             | ال دورادو      |